# Бельфон, Бернарден Жиго
Бернарден Жиго (фр. Bernardin Gigault; 1630 — 4 декабря 1694, Венсенский замок), маркиз де Бельфон — французский военачальник и дипломат, маршал Франции.

## Биография
Сын Анри-Робера Жиго, сеньора де Бельфона, губернатора Валони, и Мари д'Авуан, двоюродный брат маршала Виллара.
Сеньор де Л'Иль-Мари и де Грюши, губернатор города и замка Валони.
Капитан Пьемонтского полка (5.04.1645), служил в Нидерландах при взятии фортов Вандреваль, Гуэфла, Дринген, городов Касселя, Мардика, Линка, Бурбура, Менена, Бетюна, Лиллера и Сен-Венана.
В 1646 году был при взятии Куртре, Берг-Сен-Винока, возвращении Мардика и подчинении Фюрна и Дюнкерка, в 1647-м взятии Диксмёйде, Ла-Басе, Ланса, Ипра, в 1648 году участвовал в битве при Лансе и завоевании Фюрна.
В 1649 году помешал нормандским недовольным прийти на помощь парижским фрондёрам, блокированным в столице королевской армией. Восемнадцать дней оборонялся в Валонском замке, капитулировал 9 апреля 1649 и был препровождён в Сен-Пьер-Эглиз до публикации Рюэльского мира между двором и парламентом.
29 июня 1649, после отставки графа де Брольи, стал кампмейстером Шампанского полка, с которым присоединился к Каталонской армии. Служил в Каталонии до начала 1651 года, французы в это время перешли к обороне.
Фаворит юного Людовика XIV, 10 мая 1651, в двадцать с небольшим лет, получил чин кампмаршала и был направлен в Гиеньскую армию графа д'Аркура, оборонял Коньяк и захватил несколько крепостей у мятежников. В 1653 году, по окончании гражданской войны, снова был направлен в Каталонскую армию маршала Ламот-Уданкура, участвовал в осаде Жироны и бою при Бордиле.
В 1654 году принимал участие во второй Неаполитанской экспедиции герцога де Гиза. Высадившись на побережье, французы 13 ноября захватили Кастелламмаре, разбили неаполитанскую кавалерию (Бельфон был ранен в этом бою), но мобилизованные вице-королём Неаполя войска выбили десант из города и заставили вернуться на корабли. В том же году Бельфон сложил командование Шампанским полком.
Генерал-лейтенант армий короля (16.06.1655), находился при взятии мыса Кьер в Каталонии, Кастильона, Кадани и снятии испанской осады Сольсоны. В том же году стал губернатором Кастильона. В 1656—1657 годах участвовал в обороне Каталонии.
Патентом от 5 мая 1658 набрал кавалерийский полк, распущенный по окончании кампании. Командовал тремя английскими батальонами в битве на дюнах 14 июня. Дюнкерк капитулировал 25-го, Берг-Сен-Винок был взят с помощью блокады 2 июля, Фюрн сдался 3-го, Диксмёйде 4-го. Маркиз де Бельфон в конце июля обложил Гравелин, атаковал форт Филипп и Слёйс и взял их штурмом. Гравелин сдался 30 августа, 9 сентября был взят Ауденарде а его гарнизон попал в плен.
В 1659 году командовал группой войск в Нидерландах, нанёс поражение испанским частям близ Турне. С 9 марта 1661 по май 1662 года был губернатором Ле-Катле.
25 сентября 1663 был назначен генерал-лейтенантом в Италию в войска маршала дю Плесси и герцога де Креки. Зимовал во владениях герцога Моденского, которому помогал отвоевать несколько крепостей, которые папа отказывался возвращать.
Вернулся во Францию в апреле 1664. В октябре 1665 был направлен чрезвычайным послом в Испанию с поздравлениями Карлу II по случаю восшествия на престол. В 1666 году был послан в Голландию договариваться с Генеральными штатами о соединении их флота с французским, затем содействовал морской армии герцога де Бофора. Получил должность первого королевского дворцового распорядителя, от которой был отставлен в июле 1676.
С началом Деволюционной войны 6 мая 1667 был определён во Фландрскую армию короля и маршала Тюренна. Командовал участком при осаде Турне, который король взял 24 июня. Цитадель сдалась на следующий день, Дуэ и форт Скарп открыли ворота 6 июля. После окончания осады Лилля, сдавшегося 27 августа, стало известно о приближении частей графа де Маршена и принца де Линя, не знавших о падении города и шедших на помощь осаждённым. Против них направили сильный отряд кавалерии во главе с Креки и Бельфоном. Маршен пытался избежать боя, но Креки обрушился на его арьергард и разгромил, а Бельфон, поддержанный частями под командованием короля, 31 августа разбил отряд, двинувшийся на помощь арьергарду. Неприятель потерял в этом деле полторы тысячи человек пленными, 18 знамён и пять пар литавр. Был губернатором района между Самброй и Маасом.
30 марта 1668 направлен в Нидерландскую армию маршала Тюренна, но уже 2 мая был заключён Ахенский мир. 8 июля в Сен-Жермен-ан-Ле был назначен маршалом Франции, на следующий день принёс присягу и был зарегистрирован в Коннетаблии 6 апреля 1669. 23 января 1669 назначен командовать группой войск, собранной у Сент-Мену. В июле 1670 был направлен чрезвычайным послом в Англию.
С началом Голландской войны 18 апреля 1672 вместе с маршалом Юмьером был назначен командовать корпусом, собранным в районе Седана и входившим в состав армии принца Конде. 26 июня 1673 получил командование войсками в Турне и повсюду, где должна была находиться королева. 4 ноября был назначен главнокомандующим во Фландрии и Голландии на период зимы 1673—1674 годов. Собрав весной 1674 войска в Голландии, 10 мая взял Эркелен в Гелдерне, 16-го форт Аржанто на Маасе и 22-го Новань на той же реке.
В январе 1680 стал первым конюшим дофины.
Во время войны из-за присоединений 2 марта 1684 был назначен главнокомандующим Руссильонской армией, на виду у испанской армии герцога де Бурнонвиля начал переправу через Тер и 12 мая нанёс противнику поражение, убив восемьсот человек, взяв в плен четыре тысячи и захватив часть обоза. Французы в этом бою, происходившем частью у Понт-Майора, частью на речной переправе, потеряли три сотни убитыми, утонувшими и ранеными. Отбросив неприятеля, маршал начал осаду Жироны. Французы штурмом взяли крепостную стену, но затем войска беспорядочно стали растекаться по городу, без приказа и пренебрегая мерами охранения, поэтому Бельфон, опасавшийся вылазки жителей, 26 мая, на шестой день боёв, снял осаду и отступил с большими потерями.
31 декабря 1688 в Версале был пожалован в рыцари орденов короля. В 1693 году стал командором ордена Святого Людовика.
Во время войны Аугсбургской лиги 30 апреля 1692 был назначен командующим армии, оборонявшей нормандское побережье.
За время своей службы получил восемь серьёзных ранений. Умер в Венсенском замке, где он был губернатором, и был погребён на хорах в его часовне.
По словам герцога де Сен-Симона, «король всегда очень любил маршала де Бельфона и тем не менее позволил ему, можно сказать, умереть с голоду».
Маркиз де Бельфон дважды попадал к Людовику в немилость, и переносил опалу «с мужеством и смирением». В первом случае, будучи заместителем Креки, он, вопреки приказу решил атаковать противника, воспользовавшись его невыгодным расположением, и добился победы. Вторая немилость, более длительная, имела причиной отказ эвакуировать крепость, которую Бельфон хотел удержать. Современники, в том числе Ларошфуко, также сообщали о его нежелании подчиняться Тюренну. После смерти главного маршала лагерей и армий было предложено вернуть маркизу командование, но его недоброжелатели при дворе, в число которых входил военный министр Лувуа, сумели убедить монарха отклонить предложение.

## Семья
Жена (контракт 27.12.1655): Мадлен Фуке (ум. 20.05.1716), дочь Жана Фуке, сеньора де Шален и де Буле, и Мари де Ремор
Дети:
- Жан (ок. 1660—20.09.1668)
- Луи-Кристоф (ум. 1692), маркиз де Бельфон и де Ла-Буле. Полковник Королевского Контуазского полка, губернатор и капитан охот Венсенского замка и парка. Наследник должности первого конюшего дофины. Умер от ран, полученных в битве при Стенкерке. Жена (30.09.1681): Мари-Олимп де Лапорт-Мазарини (1665—24.01.1754), дочь Армана-Шарля де Лапорта-Мазарини, герцога де Ретелуа-Мазарини, Ламейере и Майена, и Гортензии Манчини
- Мари-Мадлен, монахиня в Монтивилье
- Тереза-Мари (ум. 10.1733), придворная дама дофины и герцогини Бургундской. Муж (контракт 8.01.1688): маркиз Антуан-Шарль дю Шатле (ум. 1720), кампмейстер кавалерийского полка, губернатор Венсена
- Жанна-Сюзанна (ок. 1665—17.03.1698). Муж (контракт 10.01.1691): Шарль-Франсуа Дави (1628—1692), маркиз д'Амфревиль, генерал-лейтенант морских армий короля
- Луиза. Муж: Жан-Франсуа дю Фай, маркиз де Вержто, кампмаршал
- Бернардина-Тереза (28.08.1717), 24 декабря 1699 назначена королём в аббатство на Монмартре
- Франсуаза-Бонна (ок. 1676—23.11.1693)
- Мари-Арманда-Аньес, бессменная приоресса бенедиктинок в Конфлане